# Episodi di Boris (prima stagione)

René, Arianna e Itala al combo

La prima stagione della serie televisiva Boris è stata trasmessa in prima visione in Italia sul satellite da Fox dal 16 aprile al 9 luglio 2007, ed in chiaro sul digitale terrestre da Cielo dal 18 dicembre 2009 al 31 gennaio 2010.
L'11 settembre 2007 è stato trasmesso da Fox Gli occhi di Boris - Backstage, un episodio speciale con contenuti extra come sequenze inedite e le interviste agli attori.
| nº | Titolo                       | Prima TV Italia |
| -- | ---------------------------- | --------------- |
| 1  | Il mio primo giorno          | 16 aprile 2007  |
| 2  | L'anello del conte           | 16 aprile 2007  |
| 3  | Lo scalatore delle Ande      | 23 aprile 2007  |
| 4  | Qualità o morte              | 30 aprile 2007  |
| 5  | A + B = C                    | 7 maggio 2007   |
| 6  | Come Lars von Trier          | 14 maggio 2007  |
| 7  | Quando un uomo sente la fine | 21 maggio 2007  |
| 8  | Buon Natale                  | 28 maggio 2007  |
| 9  | Una questione di principio   | 4 giugno 2007   |
| 10 | Il gioielliere               | 11 giugno 2007  |
| 11 | Exit strategy                | 18 giugno 2007  |
| 12 | Una giornata particolare     | 25 giugno 2007  |
| 13 | Stanis non deve morire       | 2 luglio 2007   |
| 14 | L'ultima puntata             | 9 luglio 2007   |

## Il mio primo giorno
- Diretto da: Luca Vendruscolo
- Scritto da: Giacomo Ciarrapico, Mattia Torre e Luca Vendruscolo

### Trama
Nell'episodio introduttivo si assiste al primo giorno lavorativo del nuovo stagista di regia Alessandro, che arriva sul set dove stanno cominciando le riprese della seconda stagione della fiction televisiva Gli occhi del cuore. Dopo esser incappato nelle maniere brusche del delegato di produzione Sergio e nell'autoritarismo dell'assistente alla regia Arianna, assiste al discorso del delegato di rete Lopez, il quale annuncia all'intera troupe la decisione del direttore di rete, il Dottor Cane, di realizzare una nuova stagione della fiction, che era stata interrotta dopo sole tre puntate per problemi di audience, attribuendo l'insuccesso ad un'errata collocazione nel palinsesto.
Attraverso lo sguardo di Alessandro, si viene inoltre a conoscenza del diverbio tra la produzione e il burbero elettricista Biascica a causa di alcuni straordinari non pagati per la realizzazione di una precedente fiction; della neo-assunzione dello stagista di fotografia Lorenzo al servizio di Biascica come "schiavo"; dell'arroganza e dell'egocentrismo dell'attore protagonista Stanis La Rochelle; della rassegnazione del regista René Ferretti per i vincoli che ancorano il suo lavoro a un mediocre livello; delle manie da primadonna e dell'incapacità nella recitazione dell'attrice protagonista Corinna; del lavoro approssimativo e dell'uso di stupefacenti da parte del direttore della fotografia Duccio.
Il primo problema della giornata si presenta quando Corinna si rifiuta di affermare in una scena di avere 34 anni (sostenendo di dimostrarne 24). René, dopo aver inutilmente litigato con la rete, risolve la situazione facendo credere a Corinna, per convincerla a recitare senza mostrare presunzioni, che Alessandro sia un critico televisivo de La Repubblica e lasciandole cambiare la battuta, sorvolando sulla questione dell'età.

## L'anello del conte
- Diretto da: Luca Vendruscolo
- Scritto da: Giacomo Ciarrapico, Mattia Torre e Luca Vendruscolo

### Trama
All'inizio del secondo giorno di lavorazione Sergio costringe Alessandro a firmare una sorta di dichiarazione di esonero di responsabilità, una lettera di dimissioni senza data e una serie di assegni costringendolo a restituirglieli senza dargli la possibilità di incassarli. Alessandro capisce così di essere considerato sul set alla stregua di uno "schiavo" e di essere molto lontano dal realizzare il sogno di diventare regista.
Nel corso della puntata viene inoltre introdotto l'attore Orlando Serpentieri, che interpreta il personaggio di nonno Alberto. A differenza degli altri attori, Serpentieri è un grande interprete teatrale che riconosce il basso livello dello sceneggiato, ma ammette di essere costretto a recitarvi per mere esigenze economiche. Inoltre Serpentieri, a differenza del resto della troupe, si mostra gentile nei confronti di Alessandro, chiedendogli solamente di informarsi sulla trama della fiction (ed in particolare su cosa rappresenti l'anello del Conte di cui si parla in tutti i dialoghi) poiché non ha avuto il tempo di leggere tutti i copioni. Nonostante la sua completa non conoscenza della storia, però, recita comunque molto meglio di Stanis e Corinna, al punto che René si trova costretto a chiedergli di abbassare il suo livello per non mettere troppo in evidenza le lacune degli altri attori.
- Guest star: Roberto Herlitzka (Orlando Serpentieri).

## Lo scalatore delle Ande
- Diretto da: Luca Vendruscolo
- Scritto da: Giacomo Ciarrapico, Mattia Torre e Luca Vendruscolo

### Trama
Dopo una settimana sul set, il problema della giornata di lavorazione si presenta quando l'attore selezionato per interpretare la parte del ciclista dopato si rivela molto differente dalla fotografia diffusa dalla sua agenzia e completamente inadatto al ruolo. René chiede allora ad Arianna di cercare un sostituto adatto lasciando ad Alessandro il compito di selezionare ed istruire le comparse per il ruolo dei tre ragazzi borghesi drogati. Tra queste comparse si presenta anche un ragazzo peruviano, più volte rifiutato dalla produzione perché ritenuto inadatto ad ogni ruolo.
Nel corso dell'episodio, inoltre, Sergio cerca di licenziare dal set l'aiuto-operatore Furio, perché troppo pretenzioso sul contratto da firmare. Troverà la soluzione approfittando di un diverbio tra Furio e Alessandro, accusando il primo di non trattare con la dovuta educazione gli stagisti.
Alla fine della giornata, per rimediare al ritardo accumulato girando con l'aiuto di Alfredo che non lo spronava quanto Arianna, René riuscirà a girare in fretta le scene previste, utilizzando come terzo drogato il ragazzo inadatto alla parte del ciclista, e sostituendo quest'ultimo personaggio con lo scalatore delle Ande Pedro Benitez (ruolo affidato al ragazzo peruviano).
- Guest star: Raffaele Buranelli (Furio) e Lucio Patanè (attore sfigato)

Altri interpreti: Gabriele Fratini (drogato 1) Federico Mazzei (drogato 2) Cristian M. Ailaga (peruviano) Matteo Alfonso (attore del provino) Salvatore Caroppo (attore di "Caprera") Viola Capitani (attrice di "Caprera")

## Qualità o morte
Diretto da: Luca Vendruscolo
- Scritto da: Giacomo Ciarrapico, Mattia Torre e Luca Vendruscolo

### Trama
Dopo aver vinto un premio per il mediometraggio Passami il sale, René riceve la visita di Gioacchino Pané, un suo amico regista che ha lavorato su set americani con registi come Stanley Kubrick e David Lynch. Per impressionarlo, decide di girare con qualità le scene del giorno, richiedendo una steadicam alla produzione. Sul set è presente inoltre l'attrice che interpreta la madre di Giorgio: Ada De Silvestri, un'attrice pretenziosa ed incapace che ha ottenuto la parte unicamente perché raccomandata dal marito, il senatore Modafferi. René, esasperato dall'incapacità dei propri attori e dai consigli da regista perfezionista di Panè, alla fine caccia quest'ultimo in malo modo e ricomincia a girare alla solita maniera.
Biascica resta distratto tutta la giornata, perché si è innamorato della truccatrice Gloria ed è alla ricerca di una strategia come primo approccio. Grazie ad un consiglio di Alessandro alla fine riuscirà a far colpo su Gloria.
Alessandro, nel frattempo, richiede a Sergio di esser pagato per continuare a fare il proprio lavoro. Questi, inizialmente, sembra non voler cedere alle richieste e volerlo cacciare, ma alla fine, forse su richiesta di Arianna, accetta di pagargli 150 euro settimanali (lordi).
- Guest star: Pietro De Silva (Gioacchino Panè) Gianna Paola Scaffidi (Ada De Silvestri)
- Altri interpreti: Riccardo Rossi (intervistatore di Renè)

## A + B = C
- Diretto da: Luca Vendruscolo
- Scritto da: Giacomo Ciarrapico, Mattia Torre e Luca Vendruscolo

### Trama
Per attrarre nuovi spettatori verso Gli occhi del cuore 2, la rete decide di inaugurare all'interno della fiction una linea comica, scritturando, nei panni del notaio, Nando Martellone, un comico divenuto noto per un ripetitivo e volgare tormentone. Alla notizia dell'arrivo di questo nuovo personaggio, gli sceneggiatori lasciano a Stanis e Martellone libertà di improvvisare una scena comica, il che porterà ad una scena esageratamente caricaturata, che lascerà poco convinto René, ma abbastanza soddisfatto il delegato di rete Lopez.
A complicare la giornata, interviene la notizia che Corinna è incinta e che sarà costretta ad abbandonare la serie. Ciò lascia sconvolto Lopez, il quale ricorda a René come Corinna sia l'unico motivo per cui la seconda stagione è stata prodotta. Alla fine la situazione sarà risolta da Arianna, la quale, grazie ad un test di gravidanza, scopre che Corinna non era affatto incinta, ma aveva solo interpretato male una piccola nausea.
- Guest star: Massimiliano Bruno (Nando Martellone) Valerio Aprea (sceneggiatore 1) Massimo De Lorenzo (sceneggiatore 2) Andrea Sartoretti (sceneggiatore 3)

## Come Lars von Trier
- Diretto da: Luca Vendruscolo
- Scritto da: Giacomo Ciarrapico, Mattia Torre e Luca Vendruscolo

### Trama
Fabio, un ragazzo con disabilità motoria fan de Gli occhi del cuore, viene invitato dalla rete sul set per assistere a una giornata di riprese. Durante tutta la giornata, però, Fabio si rivela piuttosto scorretto verso tutta la troupe, attirandosi l'antipatia di tutti ed in particolar modo di Biascica.
A complicare ulteriormente la giornata, la scena da girare si rivela essere una scena di passione tra Stanis e Corinna, che quest'ultima si rifiuta di girare. Per convincere Corinna a girare la scena senza imbarazzarsi di fronte al resto della troupe, allora, René convince tutti i presenti sul set a spogliarsi, girando "alla Lars von Trier".
Di fronte all'incapacità degli attori e al suo personale disprezzo per le scene di passione, però, René abbandona il set con una scusa, affidando la regia ad Arianna, la quale dimostra di sapersela cavare egregiamente da sola. All'ennesimo sgarbo da parte di Fabio, però, la troupe lo caccia dal set, rimanendo indifferente al fatto che il ragazzo si dichiari figlio di un senatore dei Verdi (per via della scarsa influenza di tale partito). A fine giornata Alessandro fa i complimenti ad Arianna per la sua regia: lei gli dà un bacio, quindi lo caccia immediatamente dal suo ufficio.
- Guest star: Niccolò Senni (Fabio) Valerio Aprea (sceneggiatore 1) Massimo De Lorenzo (sceneggiatore 2) Andrea Sartoretti (sceneggiatore 3)

## Quando un uomo sente la fine
- Diretto da: Luca Vendruscolo
- Scritto da: Giacomo Ciarrapico, Mattia Torre e Luca Vendruscolo

### Trama
La troupe e gli attori de Gli occhi del cuore 2 sono impegnati a girare di notte per le esigenze di Ana Canestri, l'attrice che interpreta la cugina del dottor Giorgio. Nel frattempo. Lopez è impegnato a visionare il materiale girato finora e René è sicuro di essere in procinto di venir licenziato per la mediocre qualità del prodotto realizzato fino al momento. Il delegato di rete, tuttavia, trova soddisfacente ciò che vede e lo comunica a René per telefono. Questi, per festeggiare, regala a tutti delle boccette di limoncello fatto in casa. La situazione degenera, però, quando la quasi totalità della troupe si rivela ebbra e a malapena riesce a girare poche scene. Quando sul set arriva Lopez e trova tutti euforici, René, per fare bella figura, inventa sul momento una scena che fa scrivere a Alessandro ed interpretare ad Ana. Dopo che tutti hanno abbandonato il set, Lopez si congratula con René per la scena vista, ma gli raccomanda di trovarsi una protezione politica per poter continuare a lavorare per la rete.
- Guest star: Cecilia Dazzi (Ana Canestri) Valerio Aprea (sceneggiatore 1) Massimo De Lorenzo (sceneggiatore 2) Andrea Sartoretti (sceneggiatore 3)

## Buon Natale
- Diretto da: Luca Vendruscolo
- Scritto da: Giacomo Ciarrapico, Mattia Torre e Luca Vendruscolo

### Trama
Durante l'ultimo giorno di lavoro prima di Natale, René è affetto da gravi problemi intestinali, ma si trova costretto a girare le scene previste per la giornata per evitare di girarle il 31 dicembre. Il regista rimane allora per quasi tutta la giornata in una toilette situata di fianco ad una sala in cui si trova riunito il cast di un film horror tedesco, dando istruzioni tramite walkie-talkie ad Alfredo, che cerca in tutti i modi di evitare i consigli di René al fine di inserire alcuni virtuosismi all'interno della scena, con il solo effetto di innervosire ulteriormente il regista. 
Nel frattempo sul set si presenta il padre di Stanis, Mario La Rochelle, che tenta di sfruttare la notorietà del figlio per riuscire a farsi conoscere come attore. Sergio tenta allora di affidargli, a titolo gratuito, la parte dell'assistente sociale omosessuale (in quanto l'attore designato, Tatti Barletta, è in arrivo da Firenze). Tuttavia, il padre di Stanis si rivela inadeguato, come pure Alessandro. Alla fine, pur di concludere in tempo e partire per la montagna con suo figlio, sarà René stesso ad interpretare il ruolo.
- Guest star: Sergio Fiorentini (Mario La Rochelle) Mattia Torre (fotografo) Olga Šapoval (modella) Giada Fradeani (Eleonora Sensini)

## Una questione di principio
- Diretto da: Luca Vendruscolo
- Scritto da: Giacomo Ciarrapico, Mattia Torre e Luca Vendruscolo

### Trama
Per far fronte alle critiche della stampa cattolica, René deve ri-girare una scena della prima stagione de Gli occhi del cuore in cui la dottoressa Giulia acconsentiva ad effettuare un'interruzione di gravidanza. L'attrice che interpreta il ruolo della paziente, Verena, era però rimasta in pessimi rapporti con René, che aveva fatto di tutto per farla rimuovere dal cast. L'attrice, allora, consapevole della necessità del suo personaggio, impone a Sergio di corrisponderle un compenso molto più alto del normale per tornare a recitare nella fiction. Nonostante la sua tattica abbia successo, però, dopo l'ennesima litigata con René, Verena decide di lasciare il set rinunciando al suo compenso.
Nel corso della giornata, inoltre, Duccio si accorge che gli sono stati rubati 1600 euro in contanti dal giubbotto (con i quali avrebbe dovuto pagare Alfredo, che gli fa da spacciatore) e comincia a perquisire tutte le persone presenti sul set, creando non poche tensioni con tutti i componenti della troupe.
A fine giornata, Duccio si accorge che aveva lasciato i soldi in una tasca del giubbotto in cui non aveva controllato, ma si allontana dal set senza comunicare a nessuno di averli ritrovati. René, invece, grazie a un montaggio ai limiti dell'inverosimile, riesce a ri-girare la scena incriminata senza la necessità della recitazione di Verena.
- Guest star: Luisa Ranieri (Verena) Valerio Aprea (sceneggiatore 1) Massimo De Lorenzo (sceneggiatore 2) Andrea Sartoretti (sceneggiatore 3)

## Il gioielliere
- Diretto da: Luca Vendruscolo
- Scritto da: Giacomo Ciarrapico, Mattia Torre e Luca Vendruscolo

### Trama
Prima della conferenza stampa prevista per le 11:00, la troupe deve girare un'unica scena in cui Stanis e Corinna devono scambiarsi poche battute, ma Corinna non riesce a pronunciare correttamente la parola "gioielliere" e la scena deve esser rinviata a dopo la conferenza stampa.
Nel frattempo Davide, membro dell'ufficio stampa de Gli occhi del cuore, preoccupato per la scarsa affluenza di giornalisti convince alcuni membri della troupe a "recitare" la parte di cronisti. Durante la conferenza stampa, dopo alcuni improbabili interventi di Corinna e Stanis, Biascica, nelle vesti di un giornalista che si occupa di vicende sindacali, pone una domanda a Lopez riguardo agli straordinari mai pagati dalla rete per la precedente fiction Libeccio, alla quale però non riceve alcuna risposta. Dopo un buffet ed alcune interviste singole, Davide propone ai giornalisti presenti di assistere ad alcuni minuti di ripresa. Allora Corinna, per non sfigurare di fronte ai giornalisti, riesce a trovare un escamotage per non pronunciare il termine "gioielliere".
- Guest star: Giacomo Ciarrapico (giornalista) Barbara Folchitto (giornalista) Alessandro Catalucci (conduttore radiofonico) Francesco Mastrorilli (Davide)

## Exit strategy
- Diretto da: Luca Vendruscolo
- Scritto da: Giacomo Ciarrapico, Mattia Torre e Luca Vendruscolo

### Trama
Il giorno seguente alla messa in onda della prima puntata de Gli occhi del cuore 2 tutta la troupe è in apprensione per conoscere i dati Auditel della puntata, che si rivelano buoni, ma non incoraggianti. Approfittando del clima di tensione generale, René lascia lunghe pause agli attori tra una scena e l'altra per recarsi in una stanza attigua dove, con l'aiuto di Alessandro e Lorenzo, e poi anche di Biascica e Arianna, realizza un cortometraggio a sfondo ecologico, La formica rossa, per la quale avrebbe incassato 60.000 euro, e che alla fine si rivelerà un piccolo capolavoro.
Durante la giornata, inoltre, arriva sul set Elena, la fidanzata di Alessandro, sulla quale Stanis, facendo riferimento alla scena che sta girando in cui interpreta il dottor Giorgio ed il suo gemello cattivo Eric, non fa altro che tentare di far colpo.
- Guest star: Margot Sikabonyi (Elena)

## Una giornata particolare
- Diretto da: Luca Vendruscolo
- Scritto da: Giacomo Ciarrapico, Mattia Torre e Luca Vendruscolo

### Trama
René si trova a Milano in un'agenzia pubblicitaria per provinare alcuni attori per uno spot. A sostituirlo sul set de Gli Occhi del cuore sarà il regista Albino Corradi, il cui direttore della fotografia Glauco Benetti sostituirà Duccio. Non appena arrivato, il nuovo regista non esita a cacciare dal set Alfredo e Sergio, invertire le gerarchie tra Alessandro ed Arianna (che si mostra piuttosto contrariata) e a trattare con sufficienza gli attori, senza esitare a dare esplicitamente dell'incapace alla raccomandata Ada De Silvestri, riuscendo però a ottenere da lei una buona interpretazione.
A fine giornata, Arianna, da una telefonata con René, capisce che chi ha diretto la puntata non era stato Albino Corradi, ma il suo direttore della fotografia Glauco Benetti: i due, infatti, sono soliti scambiarsi i ruoli per scherzo.
- Guest stars: Valerio Mastandrea (attore provinato per lo spot pubblicitario) Giorgio Tirabassi (Glauco Benetti) Gianna Paola Scaffidi (Ada De Silvestri) Orfeo Orlando (Albino Corradi) Valentina Avenia (attrice del provino) Claudio Vanni (Manlio)
- Altri interpreti: Paolo Buglioni (voce del gorilla Crodino)

## Stanis non deve morire
- Diretto da: Luca Vendruscolo
- Scritto da: Giacomo Ciarrapico, Mattia Torre e Luca Vendruscolo

### Trama
Gli occhi del cuore viene sospeso dalla rete per i bassi ascolti e René viene allora invitato a girare l'episodio finale dell'attentato, in cui muoiono tutti i personaggi (che la rete non avrebbe mandato in onda, ma avrebbe ceduto alla rete greca che aveva già acquistato i diritti per adattare il format). Per non creare polemiche con la stampa, gli sceneggiatori decidono di attribuire la responsabilità dell'attentato non più a terroristi islamici, ma ad un gruppo di separatisti laici dell'immaginario Stato del Burmini, decisi a far saltare la clinica per uccidere il perfido dittatore burminese Isaia Panduri, che vi si trovava ricoverato sotto falso nome.
Lopez e René si trovano inoltre costretti ad affrontare il problema di Stanis, che non vuole che il suo personaggio muoia. Alla fine riuscirà nel suo intento girando a sue spese una scena con la troupe ridotta al minimo, in cui il suo personaggio si salva allontanandosi dalla clinica poco prima dell'esplosione.
Il problema più grande che affligge René è però il malore che colpisce Boris dopo che Itala, di nascosto, gli aveva dato da mangiare del lardo di Colonnata. Alla fine dell'episodio, però, il pesciolino rosso sembra essersi miracolosamente ripreso.
- Guest star: Valerio Aprea (sceneggiatore 1) Massimo De Lorenzo (sceneggiatore 2) Andrea Sartoretti (sceneggiatore 3) Roberto Herlitzka (Orlando Serpentieri) Massimiliano Bruno (Nando Martellone) Francesca De Michele (dott.ssa Recchia) Guido Assegnati (montatore)

## L'ultima puntata
- Diretto da: Luca Vendruscolo
- Scritto da: Giacomo Ciarrapico, Mattia Torre e Luca Vendruscolo

### Trama
Per risparmiare sulla produzione, si decide di girare l'ultima puntata in due soli giorni, lavorando in maniera ancora più approssimativa del solito. Poiché nel finale de Gli occhi del cuore 2 tutte le sotto-trame devono risolversi, nelle scene tutti gli attori passano dalle solite espressioni basite ad espressioni di simulata comprensione. Essendo le riprese in procinto di terminare, Biascica e Gloria si trovano di fronte all'eventualità di portare a termine la propria relazione.
Nuovi problemi si presentano quando anche Corinna chiede di fare in modo che il suo personaggio non muoia; su suggerimento di Alessandro, si decide che Corinna esca di scena salvando un bambino, lasciando incerto l'esito del suo personaggio.
Durante le riprese dell'ultima scena, però, si viene a sapere che la nuova serie de Gli occhi del cuore ha ottenuto risultati Auditel miracolosi (11 milioni di spettatori), e Lopez, tra l'entusiasmo generale, annuncia la revoca della sospensione della fiction.